# الهمرانیه
ال همرانیه یک منطقهٔ مسکونی در امارات متحده عربی است که در رأس‌الخیمه واقع شده‌است.

## خصوصیات
ال همرانیه ۵۴ متر بالاتر از سطح دریا واقع شده‌است.